# Почайна (залізнична станція)
Поча́йна (до 27 березня 2018 року — Київ-Петрівка) — вантажна залізнична станція 1-го класу Київського залізничного вузла Київської дирекції Південно-Західної залізниці між зупинними пунктами Куренівка (1,3 км) та Оболонь (1,6 км). Розташована поблизу проспекту Степана Бандери між вулицями Електриків, Вербовою та Новокостянтинівською, біля станції метро  «Почайна». Поруч зі станцією знаходиться книжковий ринок, неподалік — низка супермаркетів, гіпермаркетів та торговельних центрів.

## Історія
Лінію, на якій розташована залізнична станція, почали будувати впродовж 1914—1915 років, як частину стратегічної кільцевої лінії навколо міста (будівництво завершено 1929 року). 
Станція відкрита 5 листопада 1927 року. Тодішня назва станції Петрівка походить від району Петрівка, який тоді мав назву на честь голови ВУЦВК Григорія Петровського (таку назву мала історична місцевість Поділ). Така назва Подолу не прижилася, але назва станції збереглася.
Наприкінці 1950-х років була побудована залізнична лінія до міста Вишгород. Основне призначення лінії було — доставка матеріалів і обладнання на будівництво Київської ГЕС у Вишгороді. Залізнична лінія Київ-Петрівка — Вишгород (завдожки 12 км) пролягає територією міста Києва та його найближчим передмістям. Пізніше лінія використовувалася для обслуговування промислових підприємств міста Вишгорода. Тривалий час неелектрифікована лінія Київ-Петрівка — Вишгород була звичайним непримітним під'їзних шляхом. Пасажирського руху до цього не було майже ніколи.
Вперше, 29 жовтня 2010 року, відбулася урочиста церемонія запуску дизель-поїзда сполученням Київ-Петрівка — Вишгород. На даному маршруті курсував дизель-поїзд ДР1А-161. До того ж, що всі інші залізничні лінії навколо Києва вже давно були електрифіковані. Пасажирського сполучення дизель-поїздами до цього часу не існувало.
9 вересня 2011 року, за 2 км на південь від станції Вишгород, дизель-поїзд зійшов з рейок. При цьому ніхто не постраждав, пасажири пересіли на автобуси. Незабаром пасажирський рух у напрямку Вишгорода знову остаточно припинився.
27 березня 2018 року станція перейменована на сучасну назву. Вважається, що назва Почайна походить від легендарної, майже зниклої річки в Києві, правої притоки річки Дніпро, випливала з Йорданського озера на Оболоні. Річка найбільш відома, як можливе місце Хрещення Русі князем Володимиром Святославичем у 988 році. У верхів'ї річки Почайни було розкопано стародавнє поселення, найбільше за площею і щільності забудови (25 тис. м², 66 осель).
Приміщення пасажирського вокзалу станції відсутнє, вантажна контора розташована поблизу тупикових колій на вулиці Новокостянтинівській, буд. № 2.
Нині станцію використовують як зупинку на лінії міської електрички та і як вантажну. Раніше існували рейси з приміським сполученням.

## Пасажирське сполучення
Поблизу станції метро   «Почайна» сходяться понад 20 автобусних та тролейбусних маршрутів.

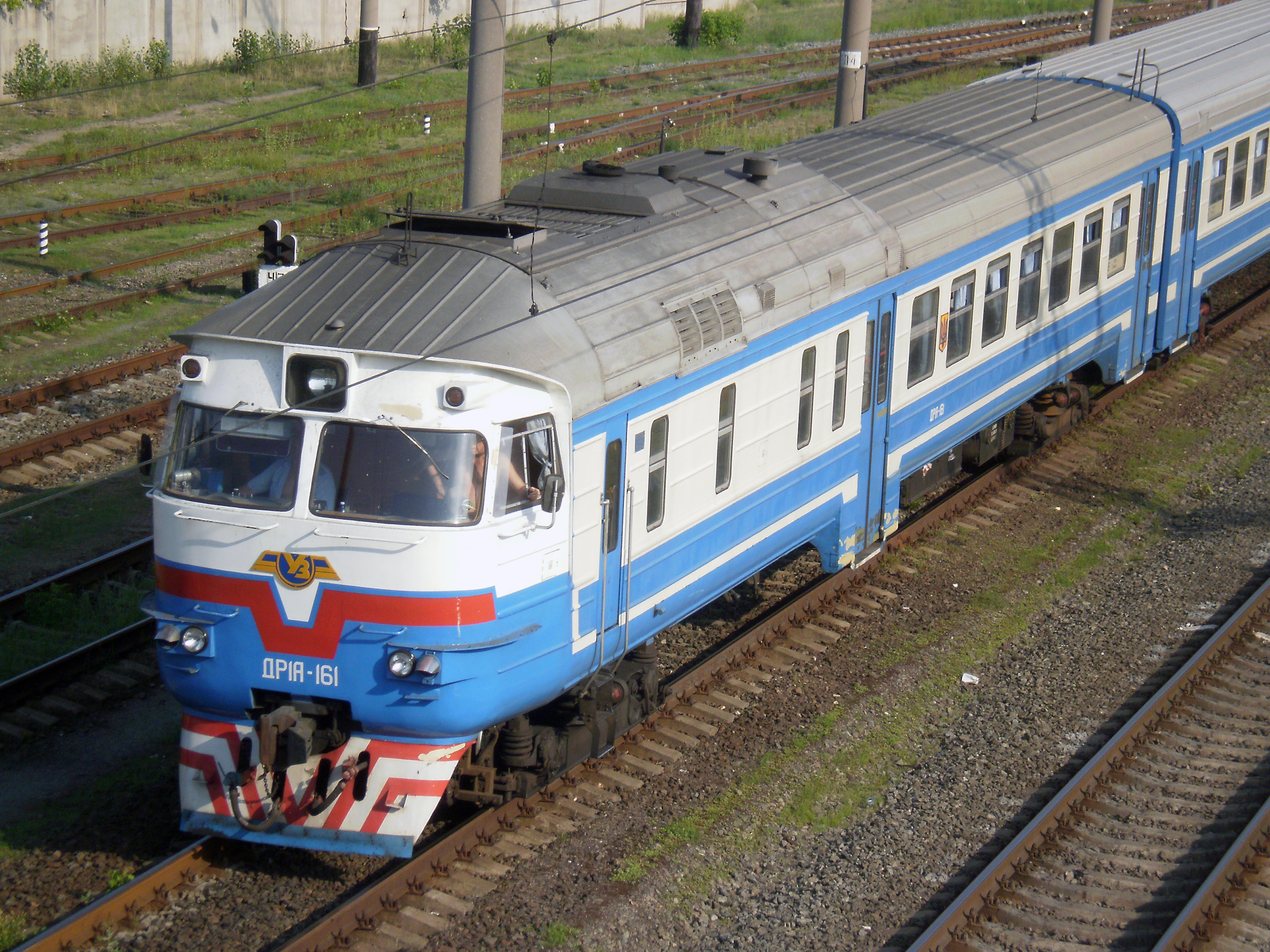
ДР1А-161 сполученням Київ-Петрівка — Вишгород (26 липня 2011)
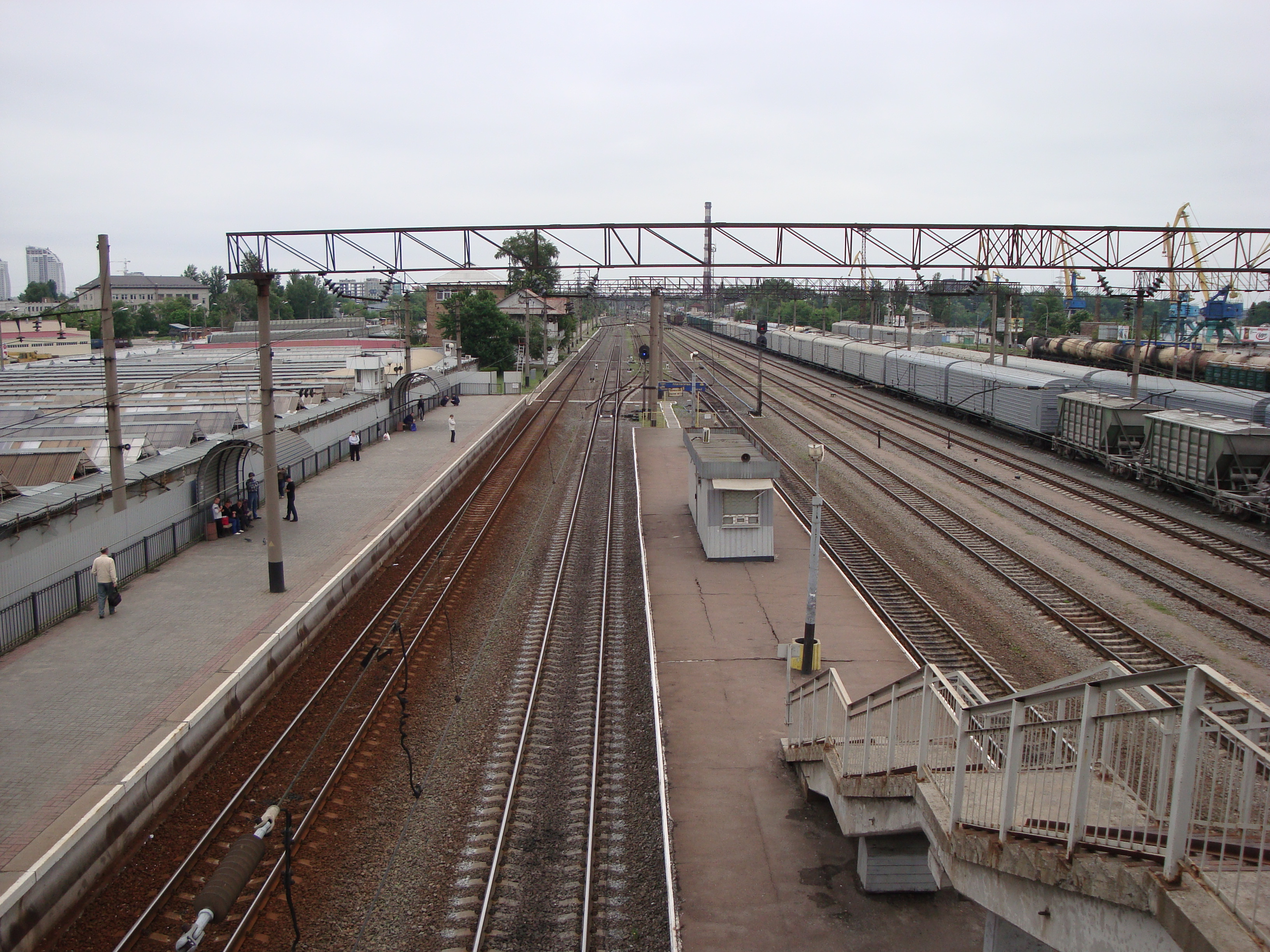
Платформа міської електрички
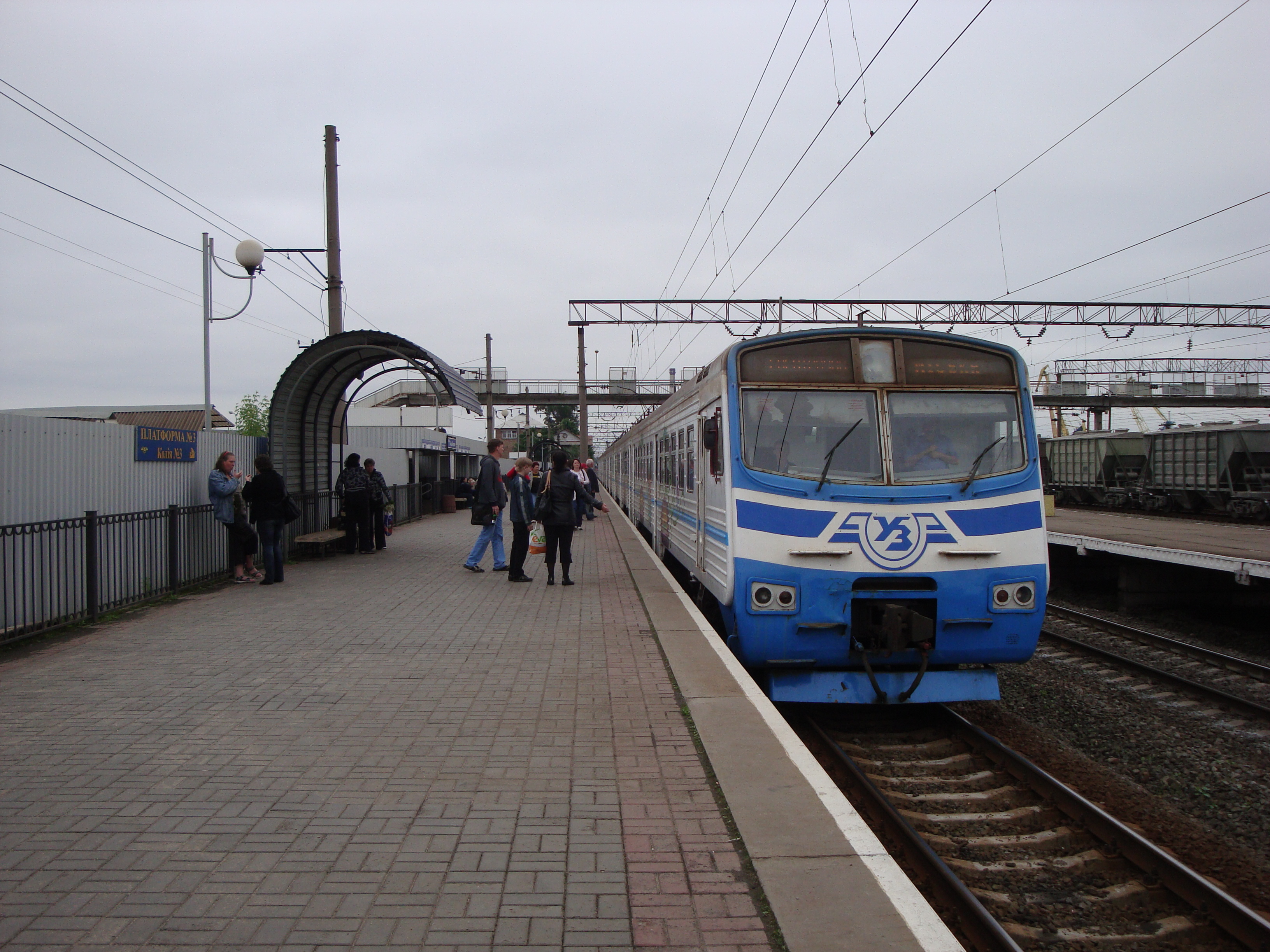
Київська міська електричка

З 2 вересня 2009 року станція стала однією з двох зупинок першої черги міської електрички.
З 4 жовтня 2011 року рух Київської міської електрички відкрито кільцем завдовжки 50,8 км із 14-ма зупинками.

## Галерея

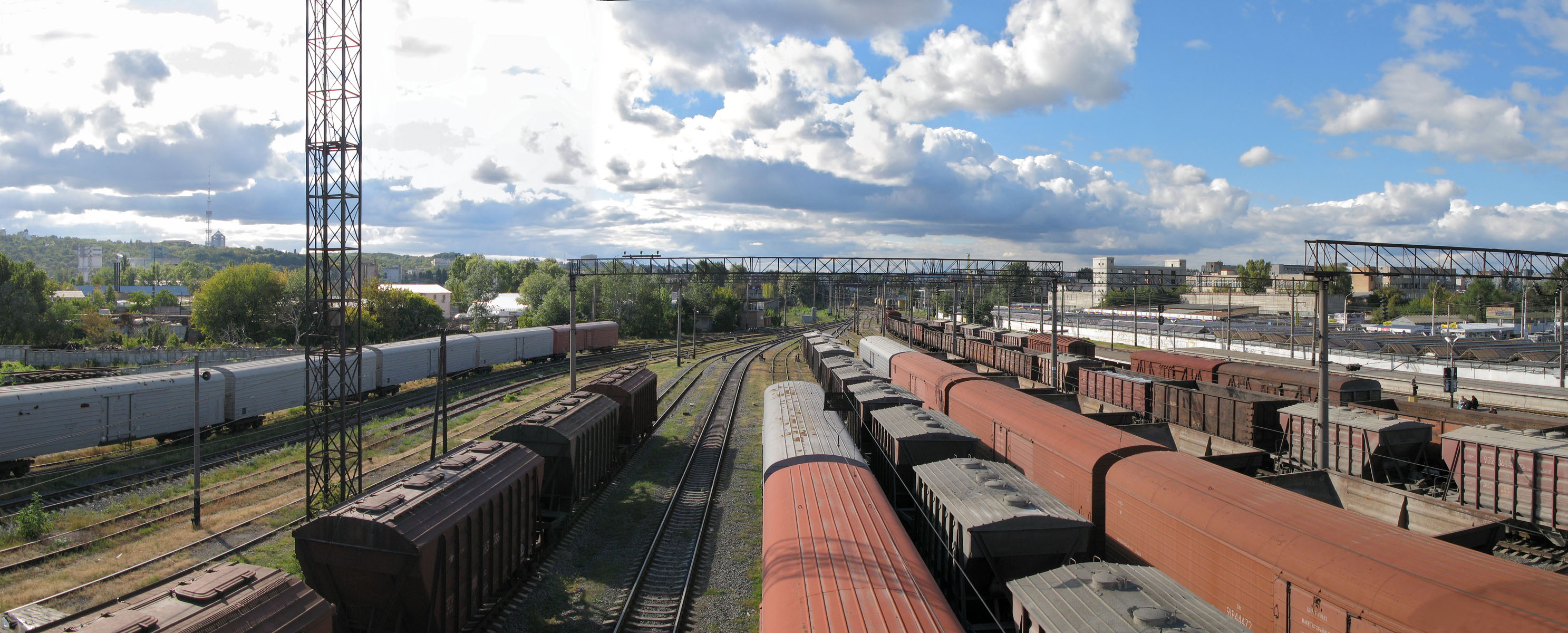
Вантажні поїзди на станції Почайна
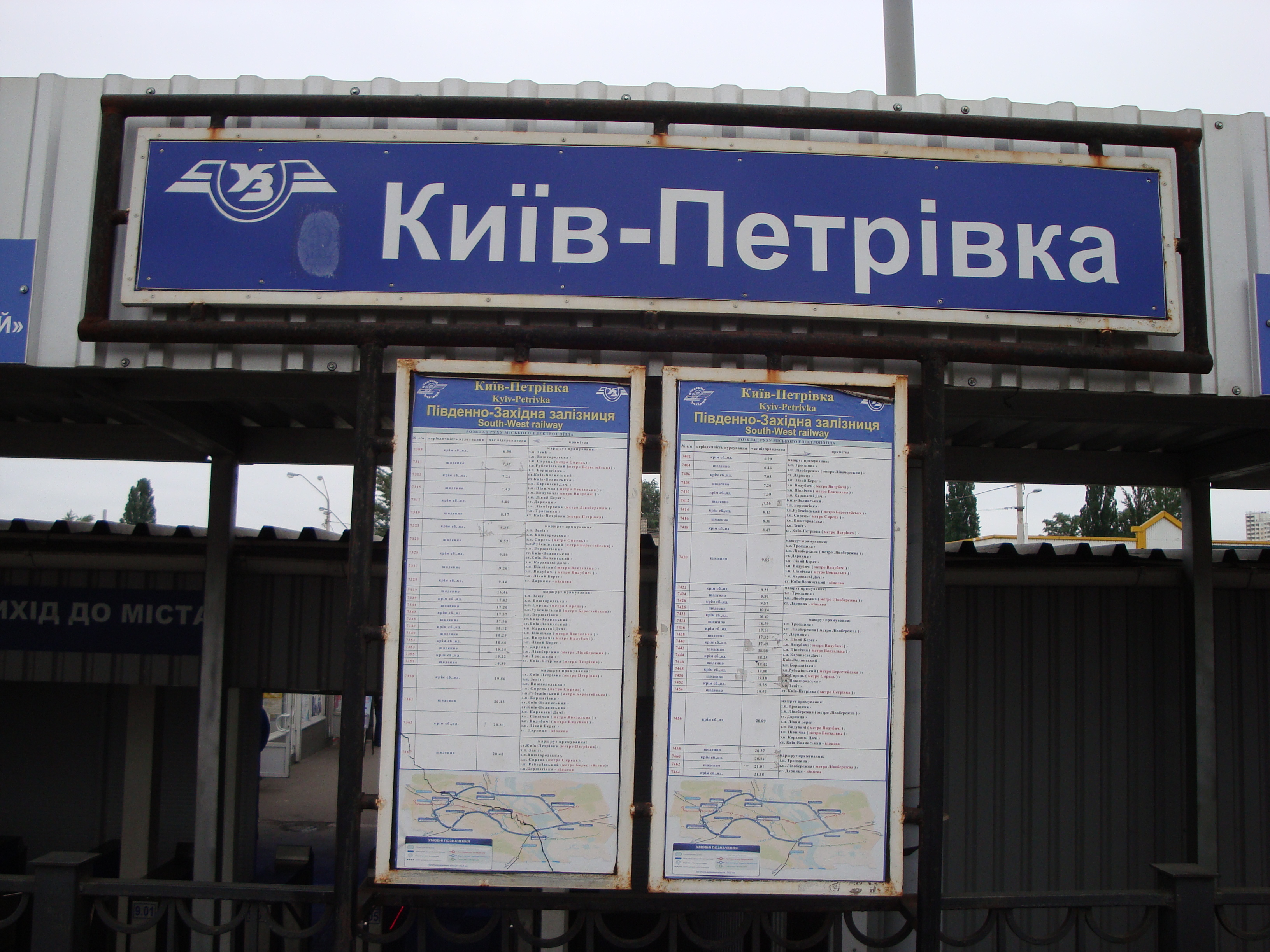
Назва станції до 2018 року

Платформи міської електрички
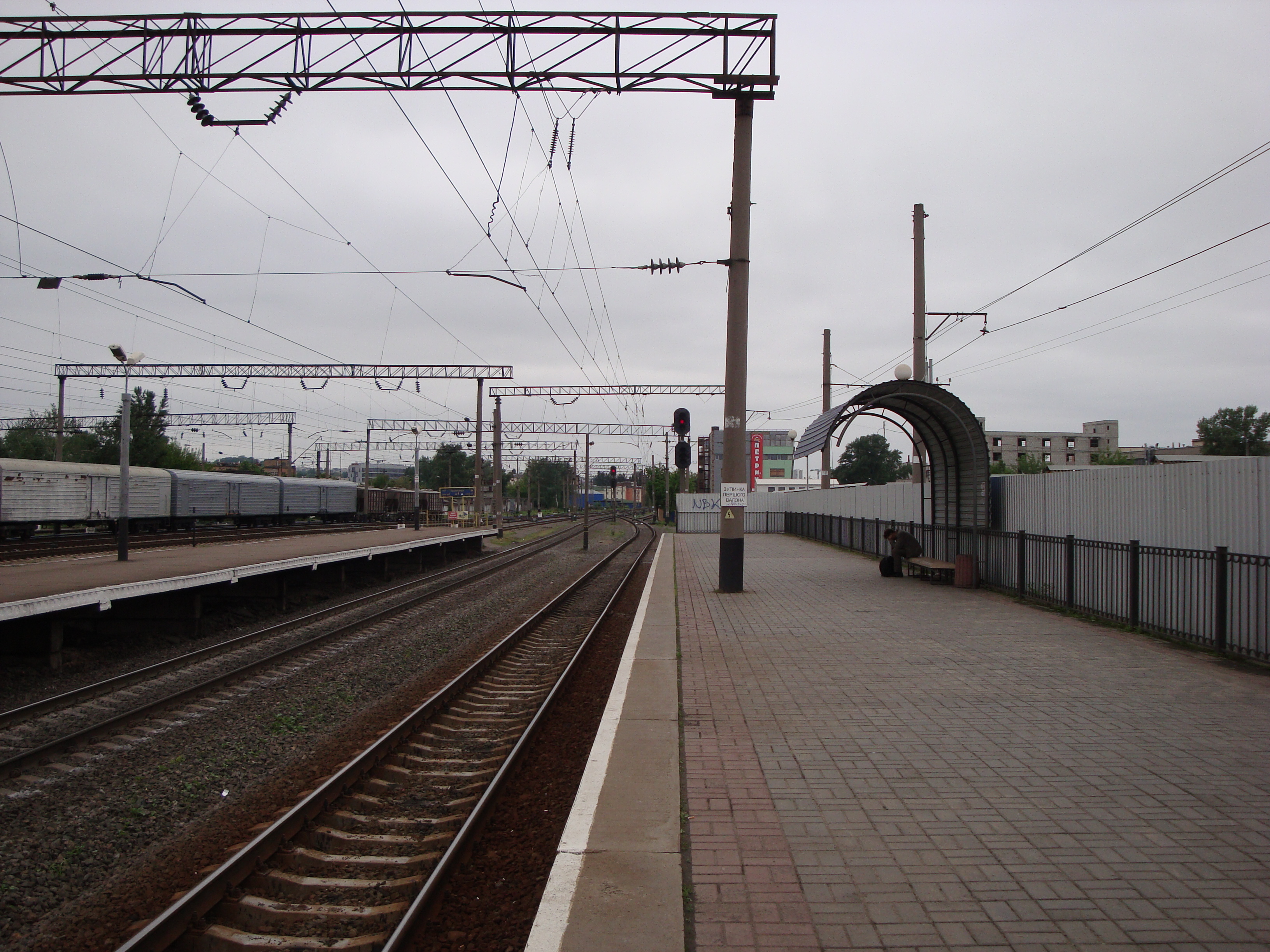
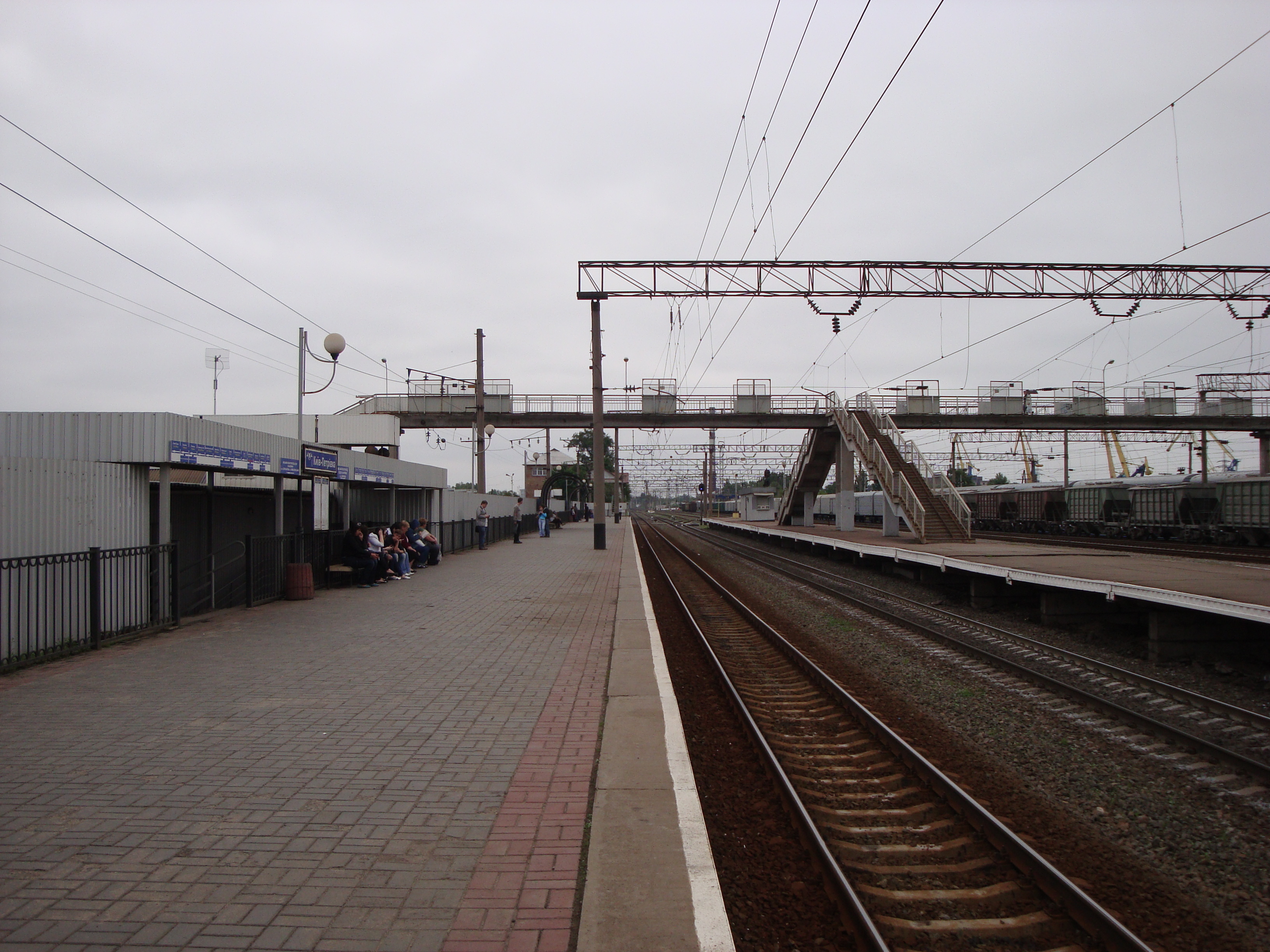
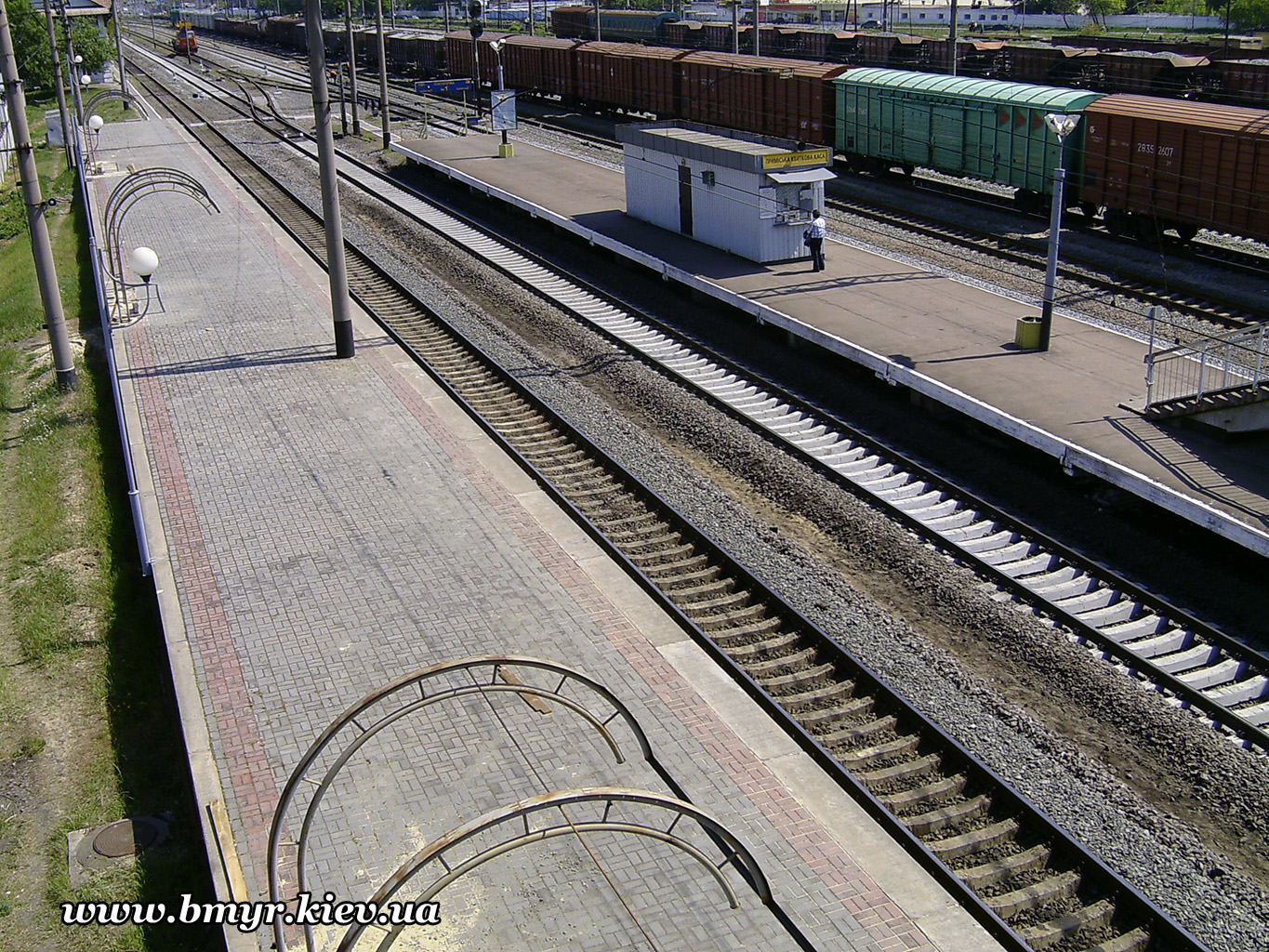
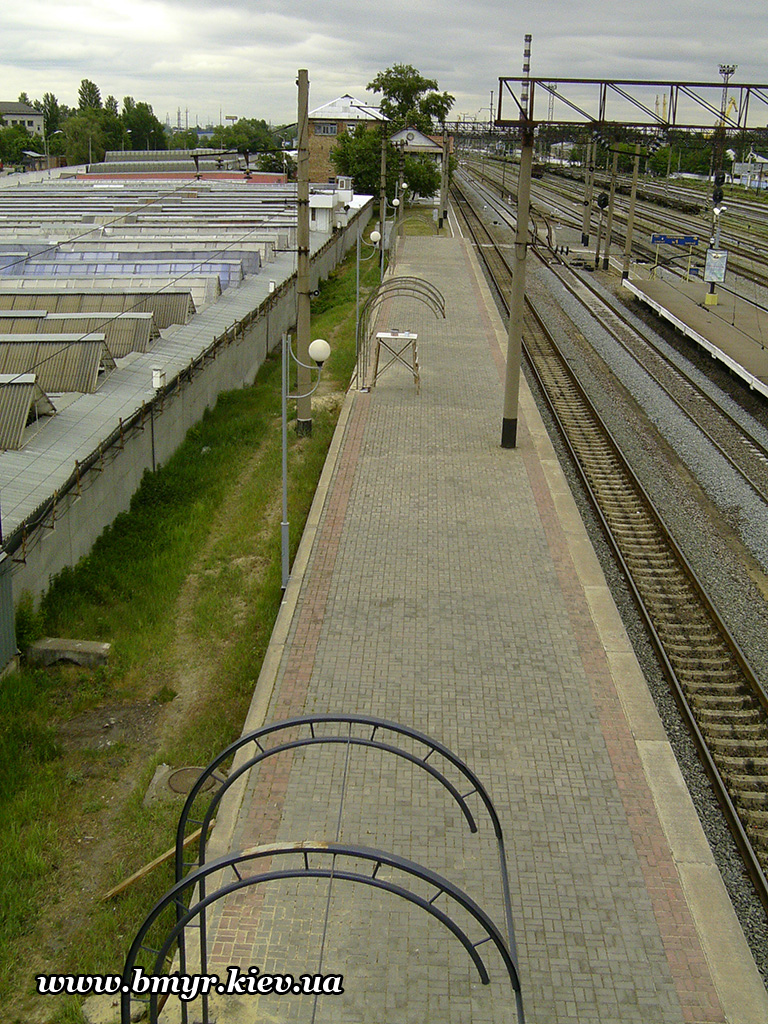